# Tarsocera cassus
Tarsocera cassus är en fjärilsart som beskrevs av Carl von Linné 1764. Tarsocera cassus ingår i släktet Tarsocera och familjen praktfjärilar. IUCN kategoriserar arten globalt som livskraftig. Inga underarter finns listade i Catalogue of Life.

## Bildgalleri

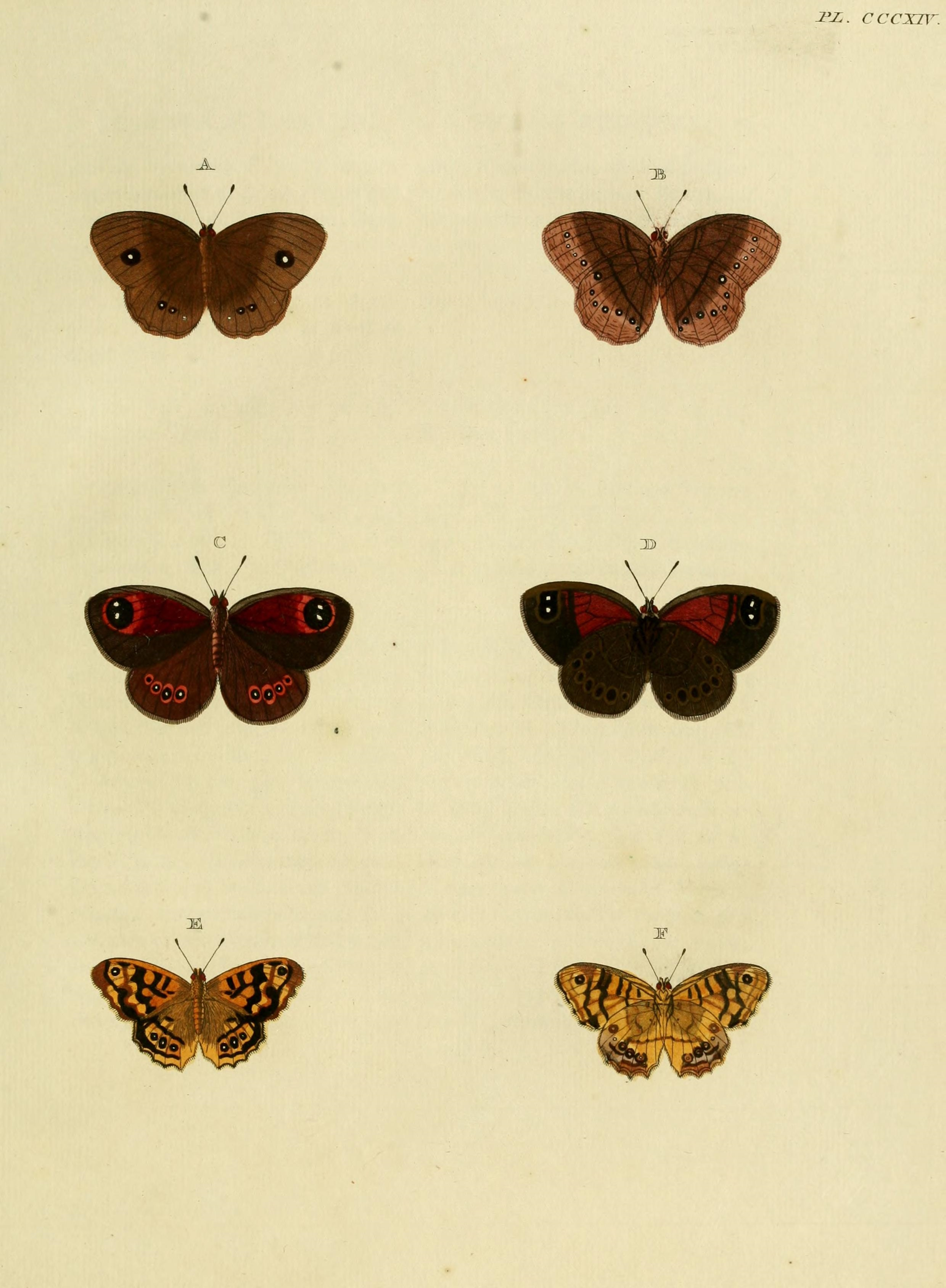